# Tridactyle bicaudata
Tridactyle bicaudata là một loài thực vật có hoa thuộc họ Orchidaceae.